# Al Hombre de la Luna se le hizo un rato tarde

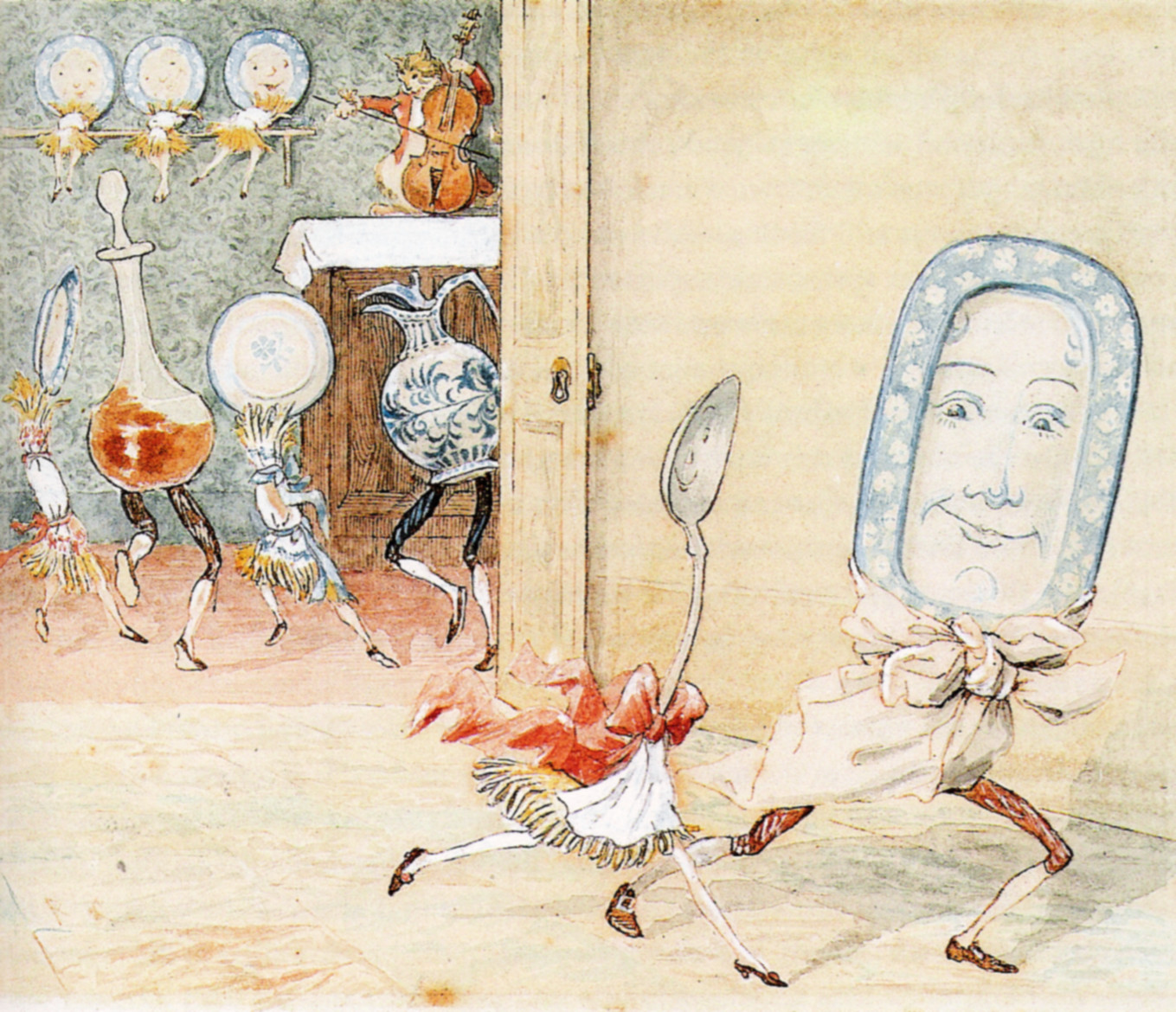
Ilustración Hey Diddle Diddle.

«Al Hombre de la Luna se le hizo un rato tarde» es la supuesta cancioncilla original que ha llegado hasta nuestros días de un modo simplificado en la canción infantil inglesa conocida como «Hey Diddle Diddle». Este supuesto original habría sido inventado por J. R. R. Tolkien eliminando los añadidos posteriores y descubriendo las partes que, con el paso del tiempo, habrían sido modificadas o eliminadas.
Forma parte de los poemas presentes en el libro Las aventuras de Tom Bombadil y otros poemas de El Libro Rojo.

## Composición
En la taberna de Bree, «El Póney Pisador», Frodo salta sobre una mesa y recita una «ridícula canción» inventada por Bilbo. La forma completa de dicha canción sería este poema del que, en la actualidad, apenas si se recordarían algunas palabras.
La historia narrada en el poema se nos presenta en forma de trece composiciones similares a las baladas, cada una de ellas con una estrofa de cinco versos, presentando a los distintos personajes o elementos en orden: El Hombre de la Luna, el gato borrachín, el perro del tabernero, la vaca con cuernos y los platos y cucharas de plata.
Nótese que, en el poema, la vaca es capaz de saltar por encima de la Luna ya que esta había sido usada como «carruaje» por parte del Hombre de la Luna.